# Феттерс-Гот-Спрінгс-Агва-Каліенте (Каліфорнія)
Феттерс-Гот-Спрінгс-Агва-Каліенте (англ. Fetters Hot Springs-Agua Caliente) — переписна місцевість (CDP) в США, в окрузі Сонома штату Каліфорнія. Населення — 4233 особи (2020).

## Географія
Феттерс-Гот-Спрінгс-Агва-Каліенте розташований за координатами 38°19′39″ пн. ш. 122°29′14″ зх. д. / 38.32750° пн. ш. 122.48722° зх. д. (38.327585, -122.487163).  За даними Бюро перепису населення США в 2010 році переписна місцевість мала площу 3,81 км², уся площа — суходіл.

## Демографія
Згідно з переписом 2010 року, у переписній місцевості мешкали 4144 особи в 1419 домогосподарствах у складі 970 родин. Густота населення становила 1087 осіб/км².  Було 1585 помешкань (416/км²).
Расовий склад населення:
| - 70,6 % — білих - 1,6 % — азіатів - 0,9 % — корінних американців - 0,6 % — чорних або афроамериканців - 0,2 % — вихідців з тихоокеанських островів - 21,6 % — осіб інших рас |

До двох чи більше рас належало 4,4 %. Частка іспаномовних становила 46,5 % від усіх жителів.
За віковим діапазоном населення розподілялося таким чином: 27,4 % — особи молодші 18 років, 63,4 % — особи у віці 18—64 років, 9,2 % — особи у віці 65 років та старші. Медіана віку мешканця становила 34,8 року. На 100 осіб жіночої статі у переписній місцевості припадало 98,8 чоловіків;  на 100 жінок у віці від 18 років та старших — 97,1 чоловіків також старших 18 років.
Середній дохід на одне домашнє господарство  становив 71 895 доларів США (медіана — 57 662), а середній дохід на одну сім'ю — 79 032 долари (медіана — 60 750). Медіана доходів становила 36 801 долар для чоловіків та 38 906 доларів для жінок. За межею бідності перебувало 28,0 % осіб, у тому числі 45,4 % дітей у віці до 18 років та 11,0 % осіб у віці 65 років та старших.
Цивільне працевлаштоване населення становило 2394 особи. Основні галузі зайнятості: мистецтво, розваги та відпочинок — 15,9 %, виробництво — 14,4 %, освіта, охорона здоров'я та соціальна допомога — 14,2 %.